# Liste der Baudenkmäler in Grafling

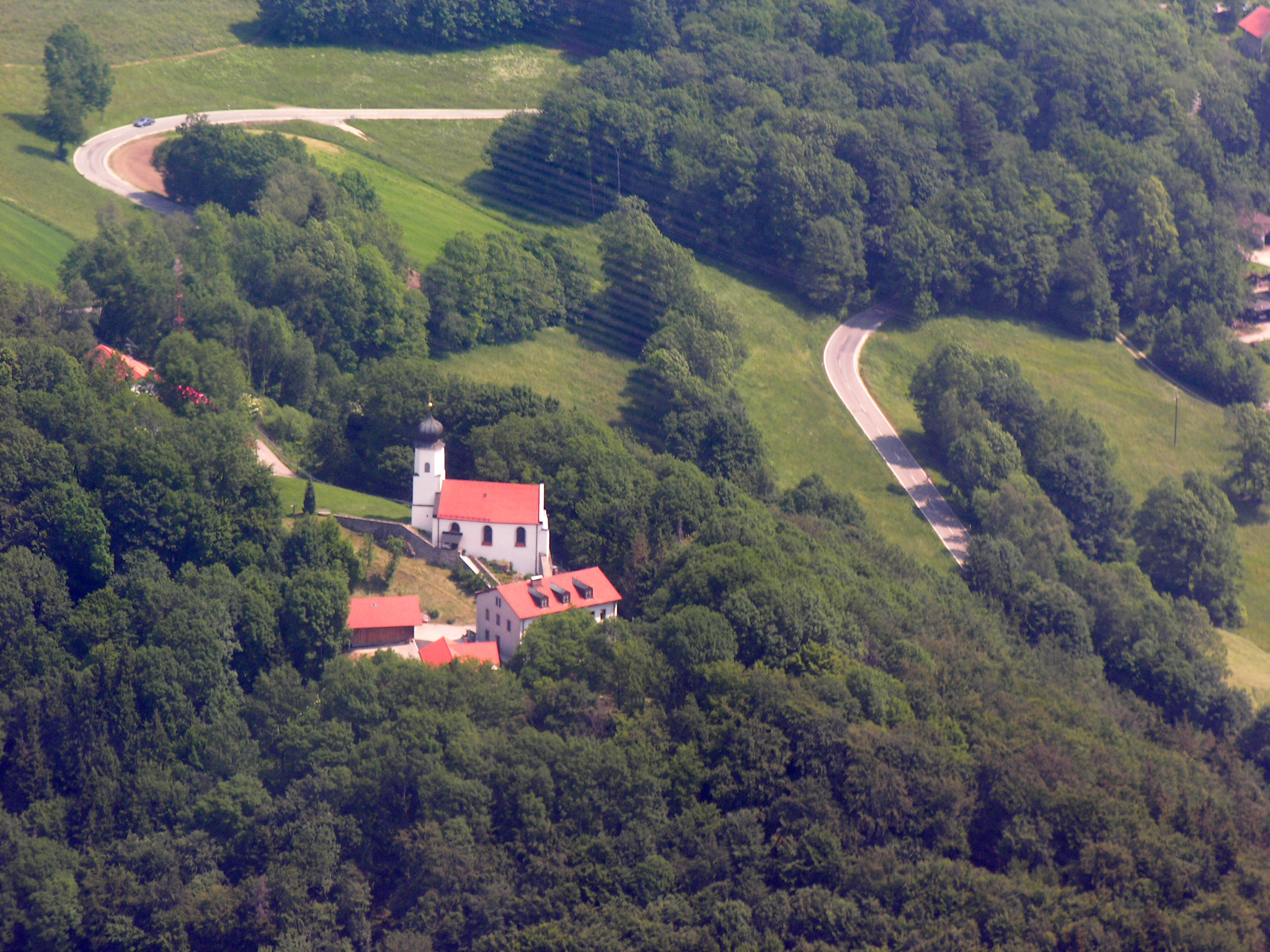
Blick auf Ulrichsberg

Auf dieser Seite sind die Baudenkmäler in der niederbayerischen Gemeinde Grafling zusammengestellt. Diese Tabelle ist eine Teilliste der Liste der Baudenkmäler in Bayern. Grundlage ist die Bayerische Denkmalliste, die auf Basis des Bayerischen Denkmalschutzgesetzes vom 1. Oktober 1973 erstmals erstellt wurde und seither durch das Bayerische Landesamt für Denkmalpflege geführt wird. Die folgenden Angaben ersetzen nicht die rechtsverbindliche Auskunft der Denkmalschutzbehörde.

## Baudenkmäler nach Ortsteilen

### Grafling
| Lage                       | Objekt                                                               | Beschreibung | Akten-Nr.     | Bild                                     |
| -------------------------- | -------------------------------------------------------------------- | --- | ------------- | ---------------------------------------- |
| Am Sonnenhang 3 (Standort) | Waldlerhaus                                                          | erdgeschossiger, teilweise ausgemauerter Blockbau mit Kniestock und verschaltem Giebelschrot, zweite Hälfte 18. Jahrhundert                                          | D-2-71-122-1  | BW                                       |
| Kirchenstraße ()           | Kriegerdenkmal zum Gedenken an die Gefallenen des Ersten Weltkrieges | abgestuftes Postament mit Inschrifttafeln, darüber offener Säulenaufbau, um 1920, ergänzt mit Inschriftsteinen für die Gefallenen des Zweiten Weltkrieges            | D-2-71-122-47 |                                          |
| Kirchenstraße 9 (Standort) | Alte katholische Pfarrkirche St. Andreas                             | Saalbau mit eingezogenem gotischem Chor und Nordturm, Anlage gotisch, barock umgestaltet, seit 1967 als östliche Seitenkapelle in Neubau integriert; mit Ausstattung | D-2-71-122-4  | Alte katholische Pfarrkirche St. Andreas |

### Arzting
| Lage                                                                 | Objekt        | Beschreibung | Akten-Nr.     | Bild |
| -------------------------------------------------------------------- | ------------- | --- | ------------- | --- |
| Bahnstrecke Landshut – Bayerisch Eisenstein (bei Km 88,0) (Standort) | Straßenbrücke | Bogenbrücke aus Quadersteinmauerwerk mit ansteigender gepflasterter Brückenbahn und rustizierter Bogenöffnung, vor 1877; Bestandteil der 1877 eröffneten sogenannten Waldbahn von Plattling nach Bayerisch Eisenstein | D-2-71-122-41 | [[Vorlage:Bilderwunsch/code!/C:48.88884,12.98289!/D:Bahnstrecke Landshut – Bayerisch Eisenstein (bei Km 88,0), Straßenbrücke!/\|BW]] |

### Bergern
| Lage                                                                  | Objekt                                    | Beschreibung | Akten-Nr.     | Bild |
| --------------------------------------------------------------------- | ----------------------------------------- | --- | ------------- | --- |
| Bahnstrecke Landshut – Bayerisch Eisenstein (bei Km 94,36) (Standort) | Eisenbahntunnel, sogenannt Hochbühltunnel | 590 m langer Tunnel mit Quadermauerwerk-Mündungen, rustizierter Rohreinfassung und seitlichen Bewehrungen, bezeichnet 1877; Bestandteil der 1877 eröffneten sogenannten Waldbahn von Plattling nach Bayerisch Eisenstein | D-2-71-122-43 | [[Vorlage:Bilderwunsch/code!/C:48.944144187548,12.979241609573!/D:Bahnstrecke Landshut – Bayerisch Eisenstein (bei Km 94,36), Eisenbahntunnel, sogenannt Hochbühltunnel!/\|BW]] |

### Datting
| Lage                  | Objekt               | Beschreibung | Akten-Nr.     | Bild        |
| --------------------- | -------------------- | --- | ------------- | ----------- |
| Datting 21 (Standort) | Kapelle              | kleiner Satteldachbau mit verschindeltem Zwiebel-Dachreiter, wohl 1. Hälfte 18. Jahrhundert; mit Ausstattung                                                                                         | D-2-71-122-9  | BW          |
| Datting 23 (Standort) | Traidkasten          | geständerter Blockbau mit Flachsatteldach und Traufschrot, um 1780. | D-2-71-122-6  | BW          |
| Datting 26 (Standort) | Waldlerhaus          | Flachsatteldachbau mit Blockbau-Kniestock und -Giebel, traufseitigem Stangen- sowie Giebelschrot, bezeichnet 1838.                                                                                   | D-2-71-122-7  | Waldlerhaus |
| Datting 32 (Standort) | Ehem. Bahnwärterhaus | erdgeschossiger Satteldachbau aus Polygonalmauerwerk mit Kniestock und Stallanbau, 1877; Bestandteil der 1877 eröffneten sogenannten Waldbahn von Plattling nach Bayerisch Eisenstein, bei Km 91,06. | D-2-71-122-42 | BW          |
| In Datting (Standort) | Traidkasten          | geständerter Blockbau mit Flachsatteldach, teilverschaltem Giebel- und traufseitigem Stangenschrot, Anfang 19. Jahrhundert                                                                           | D-2-71-122-8  | BW          |

### Eidsberg
| Lage                   | Objekt      | Beschreibung | Akten-Nr.     | Bild |
| ---------------------- | ----------- | --- | ------------- | ---- |
| Eidsberg 25 (Standort) | Traidkasten | verschalter geständerter Blockbau mit Steilsatteldach, 1. Hälfte 19. Jahrhundert                                                      | D-2-71-122-11 | BW   |
| Eidsberg 27 (Standort) | Blockbau    | Blockbau-Obergeschoss mit Flachsatteldach und Balusterschrot, 18. Jahrhundert, 1981/82 aus Schöllnach (Lkr. Deggendorf) transloziert. | D-2-71-122-12 | BW   |

### Endbogen
| Lage                  | Objekt | Beschreibung                                                                                    | Akten-Nr.     | Bild |
| --------------------- | ------ | ----------------------------------------------------------------------------------------------- | ------------- | ---- |
| Endbogen 8 (Standort) |        | Kapelle, neugotischer Satteldachbau mit Lisenengliederung und Dachreiter, 1921; mit Ausstattung | D-2-71-122-15 | BW   |

### Engelburgsried
| Lage                           | Objekt             | Beschreibung                                                                                       | Akten-Nr.     | Bild |
| ------------------------------ | ------------------ | -------------------------------------------------------------------------------------------------- | ------------- | ---- |
| Engelburgsried 12 (Standort)   | Wohnstallhaus      | Flachsatteldachbau mit Blockbau-Obergeschoss und verbrettertem Giebel, im Kern 18./19. Jahrhundert | D-2-71-122-16 | BW   |
| Nähe Engelburgsried (Standort) | Totenbrettergruppe | mit hölzernem Kruzifix, 19./20. Jahrhundert                                                        | D-2-71-122-45 | BW   |
| Nähe Engelburgsried (Standort) | Kapelle            | kleiner Satteldachbau mit Dachreiter, Mitte 19. Jahrhundert; mit Ausstattung                       | D-2-71-122-17 | BW   |

### Giggenberg
| Lage                              | Objekt     | Beschreibung                                                       | Akten-Nr.     | Bild |
| --------------------------------- | ---------- | ------------------------------------------------------------------ | ------------- | ---- |
| In der Flur Giggenberg (Standort) | Hofkapelle | verschindelter Satteldachbau mit Dachreiter, 1933; mit Ausstattung | D-2-71-122-18 | BW   |

### Großtiefenbach
| Lage                                                         | Objekt        | Beschreibung | Akten-Nr.     | Bild |
| ------------------------------------------------------------ | ------------- | --- | ------------- | ---- |
| Großtiefenbach 2 (Standort)                                  | Altar         | barocker Akanthusrankenrahmen-Altar, frühes 18. Jahrhundert, in Kapellen-Neubau von 1965 | D-2-71-122-44 | BW   |
| Bahnlinie Landshut - Bayerisch Eisenstein (bei Km 76,418) () | Straßenbrücke | Bogenbrücke aus Quadersteinmauerwerk mit ansteigender gepflasterter Brückenbahn und rustizierter Bogenöffnung, vor 1877; Bestandteil der 1877 eröffneten sogenannten Waldbahn von Plattling nach Bayerisch-Eisenstein | D-2-71-122-46 |      |

### Grub
| Lage               | Objekt  | Beschreibung                                                                               | Akten-Nr.     | Bild |
| ------------------ | ------- | ------------------------------------------------------------------------------------------ | ------------- | ---- |
| Grub 12 (Standort) | Kapelle | kleiner Satteldachbau mit Dachreiter, bezeichnet 1927, im Kern wohl älter; mit Ausstattung | D-2-71-122-19 | BW   |

### Mitterhirschberg
| Lage                          | Objekt              | Beschreibung | Akten-Nr.     | Bild |
| ----------------------------- | ------------------- | --- | ------------- | ---- |
| Mitterhirschberg 1 (Standort) | Ehem. Wohnstallhaus | Flachsatteldachbau mit teilweise ausgemauertem Blockbau-Obergeschoss, zweiseitig umlaufendem Schrot und Hochschrot, 18./19. Jahrhundert | D-2-71-122-22 | BW   |

### Oberhirschberg
| Lage                         | Objekt              | Beschreibung                                                                          | Akten-Nr.     | Bild |
| ---------------------------- | ------------------- | ------------------------------------------------------------------------------------- | ------------- | ---- |
| Oberhirschberg 24 (Standort) | Ehem. Wohnstallhaus | zweigeschossiger Blockbau mit Flachsatteldach und Traufschrot, Anfang 19. Jahrhundert | D-2-71-122-25 | BW   |

### Rohrmünz
| Lage                   | Objekt        | Beschreibung                                                       | Akten-Nr.     | Bild |
| ---------------------- | ------------- | ------------------------------------------------------------------ | ------------- | ---- |
| In Rohrmünz (Standort) | Weilerkapelle | Satteldachbau mit Vordach und Dachreiter, um 1850; mit Ausstattung | D-2-71-122-27 | BW   |

### Ulrichsberg
| Lage                     | Objekt                                                    | Beschreibung | Akten-Nr.     | Bild           |
| ------------------------ | --------------------------------------------------------- | --- | ------------- | -------------- |
| Ulrichsberg 1 (Standort) | Bahnhof Ulrichsberg                                       | Empfangsgebäude, dreigeschossiger ziegelsichtiger Schopfwalmdachbau über Naturstein-Erdgeschoss, mit Mittelrisalit und gleisseitigem Perronvordach, 1877; Nebengebäude, erdgeschossiger übertünchter Ziegelbau mit Walmdach, 1877; Bestandteil der 1877 eröffneten sogenannten Waldbahn von Plattling nach Bayerisch Eisenstein, bei Km 82,18-82,20. | D-2-71-122-38 | BW             |
| Ulrichsberg 6 (Standort) | Ehem. Schlosskapelle, katholische Filialkirche St. Ulrich | barockisierter Saalbau mit westlichem Zwiebelturm, 15. Jahrhundert, 1751–65 umgestaltet; mit Ausstattung | D-2-71-122-29 | weitere Bilder |
| Ulrichsberg 6 (Standort) | Burgruine                                                 | Bruchsteinmauerreste am Ost- und Nordhang des Berges, mittelalterlich. | D-2-71-122-30 | BW             |

### Wühn
| Lage               | Objekt                               | Beschreibung | Akten-Nr.     | Bild |
| ------------------ | ------------------------------------ | --- | ------------- | ---- |
| Wühn 3 (Standort)  | Ehemaliges Bahnwärterhaus            | erdgeschossiger Satteldachbau aus Polygonalmauerwerk mit Kniestock und Stallanbau, 1877; Bestandteil der 1877 eröffneten sogenannten Waldbahn von Plattling nach Bayerisch Eisenstein, bei Km 87,37. | D-2-71-122-40 | BW   |
| Wühn 27 (Standort) | Katholische Filialkirche St. Florian | barocker Saalbau mit dreiseitigem Chorschluss und Zwiebel-Dachreiter, um 1719, bezeichnet 1764; mit Ausstattung                                                                                      | D-2-71-122-32 | BW   |
| Wühn 36 (Standort) | Traidkasten                          | geständerter Blockbau mit Flachsatteldach und Giebelschrot, 1825–40. | D-2-71-122-34 | BW   |

### Wühnried
| Lage                                              | Objekt      | Beschreibung                                                                                      | Akten-Nr.     | Bild |
| ------------------------------------------------- | ----------- | ------------------------------------------------------------------------------------------------- | ------------- | --- |
| Wühnried 20 (Standort)                            | Traidkasten | Blockbau mit Flachsatteldach über massivem Unterbau, 18. Jahrhundert, erhöht mit modernem Schrot. | D-2-71-122-36 | BW |
| Dümmeläcker (nordwestlich am Waldrand) (Standort) | Flurkreuz   | hölzerner Kruzifix mit Totenbrettern, 1. Hälfte 19. Jahrhundert                                   | D-2-71-122-35 | [[Vorlage:Bilderwunsch/code!/C:48.937814141685,12.997180223465!/D:Dümmeläcker (nordwestlich am Waldrand), Flurkreuz!/\|BW]] |

### Keinem Gemeindeteil zugeordnet
| Lage                                                 | Objekt     | Beschreibung | Akten-Nr.     | Bild |
| ---------------------------------------------------- | ---------- | --- | ------------- | ---- |
| Bahnlinie Landshut - Bayerisch Eisenstein (Standort) | Bahntrasse | Teil der Doppelschleife zur Überwindung der Steigung zwischen Oberkandelbach und Grafling mit tiefen Felseinschnitten und hohen befestigten Bahndammstrecken auf Graflinger Gemeindegebiet, 1877; Bestandteil der 1877 eröffneten sogenannten Waldbahn von Plattling nach Bayerisch Eisenstein; siehe auch Bahntrasse (Gde. Deggendorf), Eisenbahnbrücke Deggendorf, Bogenbrücke und Kühbergtunnel bei Weiher (Gde. Deggendorf), Bahnhof Ulrichsberg (Gde. Grafling), Bahnwärterhaus Wühn (Gde. Grafling), Bogenbrücke bei Arzting (Gde. Grafling); Bahnwärterhaus Datting (Gde. Grafling), Eisenbahntunnel bei Bergern (Gde. Grafling) | D-2-71-122-39 | BW   |

## Ehemalige Baudenkmäler
In diesem Abschnitt sind Objekte aufgeführt, die früher einmal in der Denkmalliste eingetragen waren, jetzt aber nicht mehr. Objekte, die in anderem Zusammenhang also z. B. als Teil eines Baudenkmals weiter eingetragen sind, sollen hier nicht aufgeführt werden. Aktennummern in diesem Abschnitt sind ehemalige, jetzt nicht mehr gültige Aktennummern.

| Lage                               | Objekt                       | Beschreibung                                                                                           | Akten-Nr.     | Bild |
| ---------------------------------- | ---------------------------- | --- | ------------- | ---- |
| Hörpolding Hörpolding 4 (Standort) | Wohnteil eines Waldlerhauses | erdgeschossiger Flachsatteldachbau mit Blockbau-Kniestock und Stangenschrot, 2. Hälfte 18. Jahrhundert | D-2-71-122-20 | BW   |
| Petraching Petraching 5 (Standort) | Traidkasten                  | geständerter Blockbau mit Flachsatteldach und Giebelschrot, 18. Jahrhundert                            | D-2-71-122-26 | BW   |

## Abgegangene Baudenkmäler
In diesem Abschnitt sind Objekte aufgeführt, die früher einmal in der Denkmalliste eingetragen waren, jetzt aber nicht mehr existieren, z. B. weil sie abgebrochen wurden. Aktennummern in diesem Abschnitt sind ehemalige, jetzt nicht mehr gültige Aktennummern.

| Lage                                | Objekt          | Beschreibung                                                             | Akten-Nr.    | Bild |
| ----------------------------------- | --------------- | ------------------------------------------------------------------------ | ------------ | ---- |
| Arzting Schützenstraße 7 (Standort) | Kleinbauernhaus | Flachsatteldachbau mit Blockbau-Obergeschoss, 1. Drittel 19. Jahrhundert | D-2-71-122-5 | BW   |